# Mariene ecoregio Saint Lawrencebaai-Oostelijk Scotiaplat
De Mariene ecoregio Saint Lawrencebaai-Oostelijk Scotiaplat (37) (Engels: Gulf of St. Lawrence–Eastern Scotian Shelf marine ecoregion) is een biogeografische regio en ligt in het noordwesten van de Atlantische Oceaan in de Mariene provincie Koude Gematigde Noordwestelijke Atlantische Oceaan (5) in het Marien rijk Gematigde Noordelijke Atlantische Oceaan. De mariene ecoregio is vastgesteld door het World Wide Fund for Nature en The Nature Conservancy en is vernoemd naar de Saint Lawrencebaai en het Scotiaplat.
In het noordoosten grenst het gebied aan de mariene ecoregio Noordelijke Grand Banks-Zuidelijk Labrador (5), in het oosten aan de mariene ecoregio Zuidelijke Grand Banks-Zuidelijk Newfoundland (38) en in het zuidwesten aan de mariene ecoregio Scotiaplat (39).

## Geografie
De mariene ecoregio ligt in het noordwesten van de Atlantische Oceaan voor de zuidoostkust van Canada met de provincies Newfoundland en Labrador, Québec, New Brunswick, Prince Edward Island en Nova Scotia. Het gebied strekt zich uit van Cape Onion bij Cook's Harbour in de Straat van Belle Isle via de Saint Lawrencebaai en de Straat Cabot naar de Atlantische Oceaan. In het gebied liggen de eilanden Anticosti, het Prince Edward Island en Cape Bretoneiland.
Door het gebied stroomt de Golfstroom, onderdeel van de Noord-Atlantische gyre, en langs de kust de verlengde Labradorstroom.

## Biogeografie
Het gebied kent zeeleven dat houdt van gematigde temperaturen.